# Alias (Unix)
En informática alias es una orden disponible en varios intérpretes de comandos tales como los shells de Unix, 4DOS/4NT y Windows PowerShell, que permite reemplazar una palabra o serie de palabras con otra. Su uso principal es el de abreviar órdenes o para añadir argumentos de forma predeterminada a una orden que se usa con mucha frecuencia. Los alias se mantienen hasta que se termina la sesión en la terminal, pero normalmente se suelen añadir en el fichero de configuración del intérprete de órdenes (~/.cshrc o /etc/csh.cshrc (aplicado a todo el sistema) para csh, o ~/.bashrc o si quieres aplicarlo a todo el sistema /etc/bashrc o /etc/bash.bashrc para bash) de forma que siempre están disponibles para todas las sesiones de terminal.

## Creando alias
Los alias pueden ser creados simplemente asignando un valor o nombre a otra orden. Un ejemplo en el intérprete Bash sería:
```
alias copy="cp"
```

La sintaxis en C Shell o tcsh es:
```
alias copy "cp"
```

En 4DOS/4NT la sintaxis sería la siguiente:
```
alias cp copy
```

Este alias hace que cuando se ejecute la orden copy ésta será sustituida por cp.

## Ver los alias definidos
Para ver qué alias están definidos los siguientes comandos pueden ser utilizados:
```
alias          # Usado sin argumentos; muestra una lista de los alias actuales
alias 
myAlias
  # Sustituyendo myAlias por el alias y quitando las comillas, se muestra el comando definido para un alias
```

## Cambiando los alias
En Windows PowerShell, se puede usar  set  junto con alias para cambiar un alias existente:
```
set-alias ci cls
```

El alias ci apuntará entonces al comando cls.
En 4DOS/4NT , el comando eset proporciona una línea de órdenes interactiva para editar un alias existente:
```
eset /a cp
```

/a hace que el alias cp sea editado.

## Eliminando alias
En los intérpretes de Unix y 4DOS/4NT, los alias pueden ser eliminados ejecutando unalias:
```
unalias copy          # Elimina el alias copy
unalias -a            # El parámetro -a elimina todos los alias
unalias *             # El equivalente en 4DOS/4NT de `unalias -a`
```

En Windows PowerShell, el alias se puede eliminar usando remove-item:
```
remove-item alias:ci  # Elimina el alias ci
```

## Alias típicos
Unos alias muy utilizados en la shell de Bash son:
```
alias ls='ls --color=tty' # usa colores
alias la='ls -a'          # se listan todos los ficheros
alias ll='ls -l'          # utiliza el formato de listado largo

alias rm='rm -i'          # pregunta antes de ejecutar la acción
alias cp='cp -i'
alias mv='mv -i'

alias vi='vim'            # usar vim en lugar de vi
```

Los alias estándar de Windows PowerShell son:
```
new-alias cd set-location

new-alias ls get-childitem
new-alias dir get-childitem

new-alias echo write-output
new-alias ps get-process
new-alias kill stop-process
```

## Alternativas
Cuando no se usan parámetros, como en vi se pueden crear enlaces simbólicos con la orden ln. Este método hace que el comando vi esté disponible para todos los usuarios independientemente del intérprete usado.
Si necesitas usar parámetros en un alias puedes usar una función del intérprete en su lugar:
```
function foo() { echo $@ ;}
```